# Castelló (vino)
Castelló es una indicación geográfica protegida, utilizada para designar los vinos de la tierra elaborados con uvas producidas en las zonas vitícolas del Alto Palancia, Alto Mijares, San Mateo, Useras y Villafamés, situadas en la provincia de Castellón, España.
Esta indicación geográfica fue reglamentada por la Generalidad Valenciana en 2004.

## Variedades de uva
- Tintas: bobal, cabernet sauvignon, garnacha tinta, garnacha tintorera, merlot, monastrell, pinot noir y tempranillo, bonicaire y syrah.
- Blancas: chardonnay, malvasía, merseguera, moscatel de Alejandría, Pedro Ximénez, planta fina de Pedralba, macabeo, airén, planta nova, sauvignon blanc y verdil.